# Rocznik Zakładu Narodowego im. Ossolińskich
Rocznik Zakładu Narodowego im. Ossolińskich – rocznik ukazujący się w latach 1928–1976 najpierw we Lwowie, później we Wrocławiu. Wydawcą był Zakład Narodowy im. Ossolińskich. W piśmie publikowano rozprawy naukowe z zakresu humanistyki. Łącznie ukazało się 11 tomów.